# Damastes malagasus
Damastes malagasus is een spinnensoort uit de familie van de jachtkrabspinnen (Sparassidae).
De wetenschappelijke naam van de soort werd in 1881 als Holconia malagasa gepubliceerd door Ferdinand Karsch.